# Christine von Grünigen
Christine von Grünigen, švicarska alpska smučarka, * 25. marec 1964, Schönried, Švica.
Nastopila je na olimpijskih igrah 1992 in 1994, kjer je osvojila šesto in trinajsto mesto v slalomu. V edinem nastopu na svetovnih prvenstvih leta 1993 je bila osma v isti disciplini. V svetovnem pokalu je tekmovala enajst sezon med letoma 1983 in 1994 ter dosegla tri uvrstitvi na stopničke v slalomu. V skupnem seštevku svetovnega pokala je bila najvišje na 24. mestu leta 1990, leta 1989 je bila peta v slalomskem seštevku.
Tudi njen brat Michael von Grünigen je bila alpski smučar.